# Новые бременские
«Но́вые бре́менские» — российский полнометражный рисованный сатирический мультипликационный фильм-мюзикл 2000 года, который создал режиссёр Александр Горленко. Является прямым продолжением мультфильмов «Бременские музыканты» (1969) и «По следам бременских музыкантов» (1973), а также аллюзией на действительность 90-х годов в России. Участник конкурса «Таруса-2001».
Несмотря на достаточно большой бюджет, рекламу и хронометраж, мультфильм не обрёл популярности и получил в основном негативные отзывы от зрителей. Также была выпущена аудиосказка от «Росмэн», где Василий Ливанов читает текст и диалоги.

## Сюжет
У Трубадура и Принцессы в путешествиях по миру подрастает сын Трубадур-младший, а Король, отец Принцессы, пребывает в глубокой печали из-за того, что ему без семьи очень одиноко. Помимо этого, он сильно обеднел. Атаманша же вместе с разбойниками превратилась в банкиршу, владеющую банком «Бяки-Буки». Она живёт вольготным образом, и, несмотря на это, ей всё равно хочется большего — «править, но не машиной ржавою, а целою державою». Гениальный Сыщик тайком фотографирует расстроенного Короля и показывает эти фотографии Атаманше, на которую теперь работает. Она является во дворец и предлагает Королю жениться на ней, обещая обеспечить его огромными деньгами. Тем не менее, Король, несмотря на своё тяжёлое положение, ещё не растерял гордость и наотрез отказывается. Тогда Атаманша возвращается в банк, где решает похитить Трубадура-младшего, чтобы прибегнуть к шантажу. Для этого она вызывает Сыщика, и он отправляется на поиски мальчика. Его статус в определённой степени перебежчика объясняется его песней: «Кто больше платит, тому и служу».
Трубадур и Принцесса по-прежнему нежно любят друг друга и верят, что «сказку продолжит милый сын», которого они так же нежно любят. Трубадур-младший — подросток, и он бунтует против обучения, которое навязывают ему Осёл, Пёс, Кот и Петух. Он считает их стиль музыки устаревшим и мечтает играть рок-н-ролл. Когда он остаётся один, перед ним появляется сыщик и раскрывает ему тайну его происхождения: его дедушка — Король и мечтает с ним увидеться. Подросток отправляется в город, недалеко от которого остановились его семья и друзья и в котором как раз находится замок Короля. Король очень рад видеть внука и устраивает бал в его честь. Во время бала разбойники и сыщик, переодевшись в официантов, подают всем гостям напитки со снотворным. Все засыпают, и разбойники после небольшой погони ловят и сажают в мешок Трубадура-младшего, садятся в машину к Атаманше, доставляют подростка в банк и запирают в сейфе.
Утром в замок прибегают Трубадур, Принцесса и музыканты, которые обыскались Трубадура-младшего. Атаманша оставила записку: «Или завтра женись, или с внуком простись». Все начинают раскаиваться в своих прежних действиях, виня в сложившейся ситуации себя: Король раскаивается в том, что из-за его невнимательности внука похитили; Принцесса — в том, что она когда-то сбежала из дворца, «а теперь сидит ни жива, ни мертва — не ждала такого конца»; Трубадур раскаивается в том, что стал виновником разлуки отца и дочери, и его собственный сын, наверное, сбежал в город именно по причине того, что узнал об этом; музыканты — в том, что навязывали ученику старые мотивы песен; а придворные, подобно Королю, — в своей невнимательности на балу. Король поднимает всю свою охрану и идёт штурмовать банк «Бяки-Буки». Вместе с охраной на штурм отправляются и музыканты. Но, когда они подходят к банку, их встречает и прогоняет сыщик, владеющий восточными единоборствами. После поражения все возвращаются во дворец, и тут Принцесса придумывает какой-то план, который все по очереди друг другу рассказывают. На следующий день король шлёт Атаманше ответ с согласием. Она торжествует и надевает свадебное платье.
Ко дворцу подъезжает кортеж. Из него появляется Атаманша, а за ней разбойники и сыщик с мешком, где сидит Трубадур-младший. Их, напевая двусмысленные куплеты, встречают четверо музыкантов и, отвлекая разбойников, незаметно меняют их мешок на другой. Во дворце Атаманше навстречу выходит Король — в халате, пижаме, тапочках и без парика. Он поёт, что «столько лет был во власти власти» и, соответственно, «столько лет был глупым королём». Теперь он передаёт корону наследнику, «на власть ему отныне наплевать», зато «теперь он богатый и будет лопатой грести деньгу огромную со своей невестой скромною». Атаманша приходит в ярость оттого, что её план сорвался. Внезапно появляется Трубадур-младший в короне и мантии. Ничего не понимающие разбойники развязывают мешок, и оттуда выпрыгивает Кот. Трубадур-младший приказывает арестовать шайку. Музыканты гонят разбойников и поют о том, что «во дворце невесте не место; таких невест сажать бы надо под арест». Испуганные похитители убегают. Также один из охранников обнаруживает обувь исчезнувшего Сыщика.
Все счастливы, и семья воссоединилась окончательно. В разгар общей радости Трубадур-младший спасает из фонтана котёнка, а затем к нему присоединяются ослик и щенок. Король надеется передать корону внуку по-настоящему, но тот отказывается и возвращает корону дедушке. Король дарит ему воздушный шар, однако, к сожалению, охранники не удерживают его, и шар уносит ветром. Тогда щенок, котёнок и ослик чинят старую клетчатую повозку. Трубадур дарит сыну гитару. Трубадур-младший начинает петь песню собственного сочинения и с друзьями-животными уезжает на повозке. По пути к ним присоединяется молодой петушок. Друзья проезжают мимо Атаманши и разбойников, когда они неудачно пытаются взобраться в корзину воздушного шара. Трубадур-младший и молодые животные завершают песню и скрываются за поворотом.

## Персонажи
- Трубадур — певец, отец Трубадура-младшего
- Принцесса — мать Трубадура-младшего
- Трубадур-младший — сын Трубадура и Принцессы
- Атаманша — владелица банка «Бяки-Буки»
- Сыщик — подручный Атаманши
- Трус, Балбес и Бывалый — подручные Атаманши
- Король — правитель города
- Осёл, Пёс, Кот, Петух — животные-музыканты, заведуют музыкальной школой
- Ослик, Щенок, Котёнок, Петушок — животные-музыканты, друзья Трубадура-младшего

## Над фильмом работали
- Продюсер: Владимир Досталь
- Авторы сценария: Василий Ливанов, Юрий Энтин
- Композитор: Геннадий Гладков
- Песни на стихи: Юрия Энтина
- Режиссёр-постановщик: Александр Горленко
- Художники-постановщики: Юрий Батанин, Надежда Михайлова
- Режиссёры эпизодов:
  - Мария Степанова
  - Рустам Юнов
  - Кирилл Федулов
  - Анна Белоногова
- Звукорежиссёр: Владимир Виноградов
- Монтажёр: Александр Чупаков
- Вокальные партии исполняют:
  - Филипп Киркоров — Трубадур
  - Михаил Боярский — Король
  - Надежда Бабкина — Атаманша
  - Елена Кузьмина — Принцесса
  - Антон Бизеев — Трубадур-младший
  - Александр Мовшевич (Алекс Шоу) — Сыщик
  - Сергей Пенкин — Петух / охранники
  - Георгий Мамиконов — Осёл
  - Геннадий Гладков — Кот / разбойники / охранники
  - Сергей Мазаев — Пёс / охранники
  - Леонид Серебренников, Виктор Щедров, Виктор Грошев — разбойники
  - Вокальный ансамбль под управлением Людмилы Богомоловой — придворные
- Художники-аниматоры:
  - Евгений Иванов
  - Владимир Захаров
  - Олег Сафронов
  - Валерий Жирнов
  - Анатолий Абаренов
  - Дмитрий Новосёлов
  - Юрий Мещеряков
  - Вячеслав Каюков
  - Юрий Кузюрин
  - Александр Левчик
  - Андрей Смирнов
  - Елизавета Зилонова
  - Мария Табут
  - Елена Сичкарь
  - Александр Панов
  - Александр Маркелов
  - Татьяна Плотникова
  - Ольга Сборщикова
  - Владимир Шевченко
  - Ольга Орлова
  - Светлана Сичкарь
  - Наталья Мальгина
  - Олеся Крепс
  - Валерий Угаров
  - Андрей Колков
  - Василий Шевченко
  - Олег Ужинов
- Операторы:
  - Кирилл Федулов
  - Антон Лукичёв
  - Иван Отчик
  - Дмитрий Скрипкин
  - Роман Ерохин
  - Дмитрий Лазарев
  - Фазиль Гасанов
  - Дмитрий Фокин
- Звук:
  - Владимир Орёл
  - Андрей Коринский
  - Илья Кочержук
  - Елена Русинова
- Редактор: Марина Марчукова
- Ассистенты режиссёра:
  - Елена Гагарина
  - Борис Садовников
  - Ирина Литовская
  - Ольга Хорова
- Ассистенты художников:
  - Андрей Рябовичев
  - Константин Яворский
  - Григорий Лозинский
  - Юрий Якунин
  - Александра Евсеева
  - Татьяна Прохорова
  - Аркадий Петров
  - Светлана Андрианова
  - Павел Лычкин
  - Михаил Тарасов
  - Зоя Монетова
- Художники-прорисовщики:
  - Виталий Шубин
  - Павел Никитаев
  - Людмила Компаниец
  - Дмитрий Семёнов
  - Елена Федотова
  - Вела Аполлонова
  - Анастасия Белова
  - Мария Чумакова
  - Татьяна Уланова
  - Ольга Ботина
  - Галина Садарова
  - Владимир Бабинский
  - Ольга Синявская
  - Иван Говязин
  - Светлана Зуева
  - Наталья Скворцова
  - Николай Козлов
  - Маргарита Бочарова
  - Вероника Фёдорова
  - Анатолий Цыбин
  - Владислав Никитаев
  - Ольга Новосёлова
  - Татьяна Семёнова
  - Ирина Капралова
  - Елена Панарина
  - Полина Новикова
  - Артур Толстобров
  - Татьяна Колосова
  - Екатерина Потёмкина
  - Надежда Лемина
  - Лидия Рыбчевская
  - Марина Вейзе
  - Ольга Капранова
  - Марал Чарыева
  - Виктория Алексеева
  - Сергей Рябов
  - Наталия Дрожжа
- Художники-фазовщики:
  - Ирина Комедчикова
  - Марина Сиканова
  - Наталья Андронова
  - Сабир Джандаров
  - Виолетта Гаямова
  - Любовь Горелова
  - Ирина Черенкова
  - Виктор Магазинер
  - Ольга Кацуба
  - Сергей Братерский
  - Ольга Шмырина
  - Лариса Богомолова
  - Ангелина Гурова
  - Марина Монина
  - Елена Сударикова
  - Игорь Сухоруков
  - Татьяна Поддубицкая
  - Наталья Костюченко
  - Наталья Зиновьева
  - Ольга Чикина
  - Тома Евменова
  - Юлия Ефремова
  - Надежда Федотова
  - Наталья Воробьёва
  - Зоя Кожевникова
  - Лада Андреева
  - Анна Коленкова
  - Ирина Королёва
  - Зоя Соколова
  - Елена Дулова
  - Елена Дорожкина
  - Наталья Андросова
  - Елена Горголло
  - Людмила Остроугова
  - Лилия Гуськова
  - Ольга Антоненкова
  - Татьяна Шлома
  - Эраст Меладзе
  - Инна Кузьмина
  - Елена Лапотко
  - Анжела Орленко
  - Татьяна Кублицкая
  - Любовь Бобохидзе
  - Юлия Гришина
- Музыкальный редактор: Мина Бланк
- Концертмейстер: Владимир Шаинский
- Хормейстер: Людмила Богомолова
- Ассистент по монтажу: Владимир Шибалов
- Системный администратор: Андрей Лопатин
- Координаторы производства: Наталья Образцова, Владимир Наумов, Юрий Киба
- Административная группа: Людмила Шибалова, Римма Взорова
- Исполнительные продюсеры: Феликс Клейман, Давид Кеосаян
- Компьютерная графика титров: Александр Ветюков (ВГИК), Вадим Викторов (UMP)
- Компьютерная заливка, сборка сцен и спецэффекты произведены студией «ТЕМА» на программном обеспечении «Animo» фирмы «Cambridge Animation System»
- Звук: «Мосфильм Тонстудия»

## Игры по мотивам
- 10 апреля 2000 года студией «Сатурн-плюс» совместно с компанией «Бука» была выпущена игра «Новые Бременские»[6][7][8]. Главным героем игры стал сыщик. В этой игре требуется сначала играть за злодеев, а затем за героев. Игра сделана исключительно по мотивам фильма, поскольку действие содержит только ключевые моменты сюжета. В частности, во второй половине игры сыщик переходит на сторону Бременских музыкантов, а также отсутствуют зверята-музыканты, и почти весь дальнейший сюжет оригинален.
- В 2001 году фирмой «МедиаХауз» выпущена игра «Конструктор мультфильмов: Новые бременские»[9].

## Награды на фестивалях
- 2000 — Приз за III место на Всероссийском фестивале визуальных искусств в «Орлёнке»[10].